# Flûtage

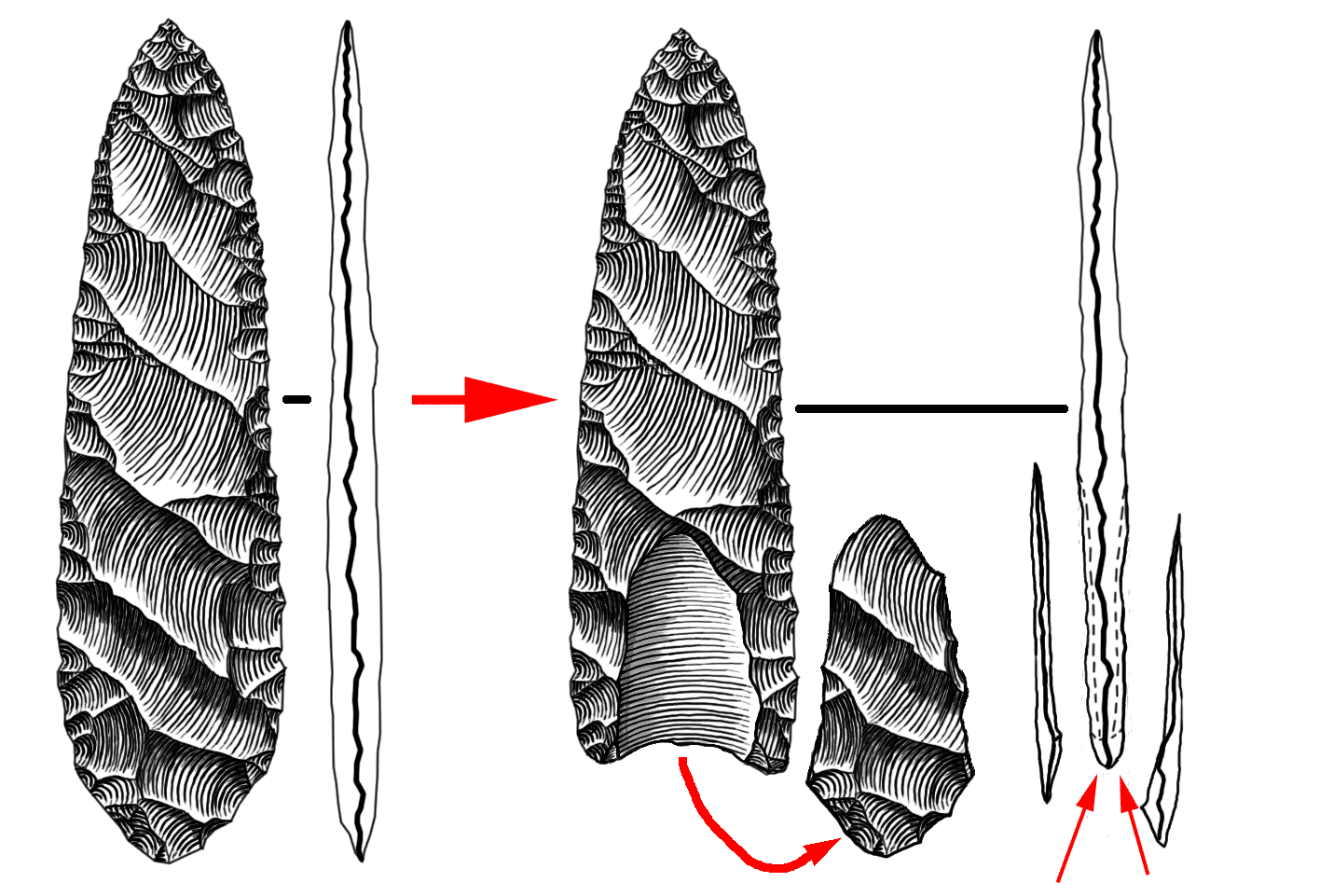
Flûtage d'une pointe.

Le flûtage est une technique de taille de la pierre employée pour réaliser certaines pointes de projectiles préhistoriques. C'est un type de retouche où un biface est aminci en retirant une feuille de roche sur au moins une face. Jusqu'aux années 2000 et la découverte de pointes flûtées vieilles de 8 000 à 7 000 ans à Oman et au Yémen, elle n'était connue que sur des sites amérindiens anciens de 13 000 à 10 000 ans.